# Kirby Yates
Kirby Kali Yates (né le 25 mars 1987 à Lihue, Hawaii, États-Unis) est un lanceur de relève droitier des Braves d'Atlanta de la Ligue majeure de baseball.

## Carrière

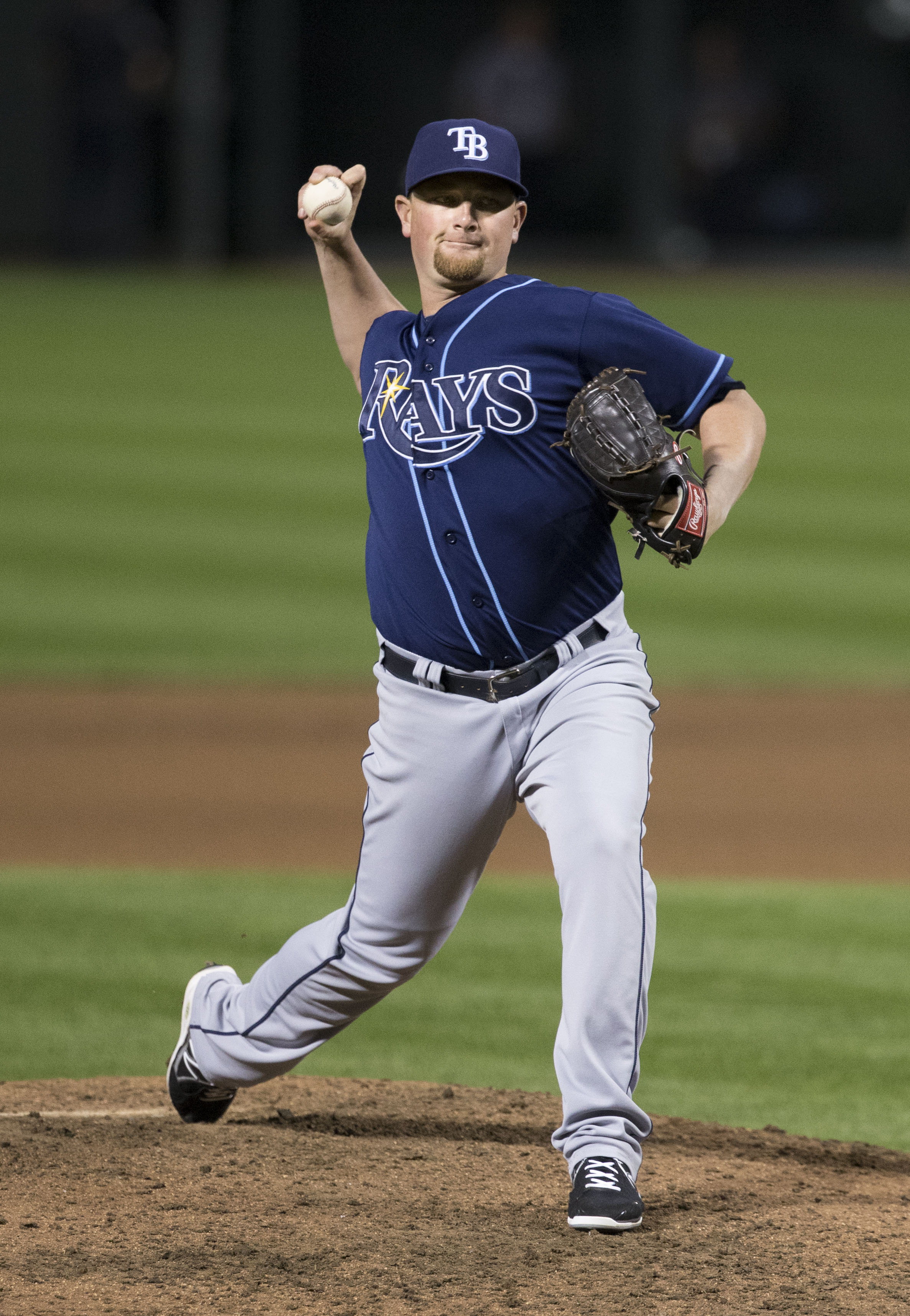
Kirby Yates en 2014 avec les Rays de Tampa Bay.

Kirby Yates est repêché par les Red Sox de Boston au 26e tour de sélection en 2005,. Son grand frère Tyler avait quant à lui été repêché par les Athletics d'Oakland en 1998 et a joué dans le baseball majeur entre 2004 et 2009 pour les Mets de New York, les Braves d'Atlanta et les Pirates de Pittsburgh comme lanceur de relève.
Kirby Yates, qui ne signe finalement pas avec les Red Sox de Boston, rate deux saisons entières après avoir subi une opération de type Tommy John au coude en mai 2006, le même type de chirurgie qui avait obligé son frère à rater les saisons 2002 et 2003. En juin 2009, il paraphe son premier contrat professionnel avec les Rays de Tampa Bay et s'impose comme stoppeur de leur club-école de niveau Double-A à Montgomery en 2012, puis chez les Bulls de Durham, au niveau Triple-A des ligues mineures en 2013.
Yates fait ses débuts dans le baseball majeur avec Tampa Bay le 7 juin 2014 face aux Mariners de Seattle.
Il lance dans 57 matchs des Rays en deux saisons. Sa moyenne de points mérités s'élève à 5,27 avec 63 retraits sur des prises en 56 manches et un tiers lancées, mais sa saison 2015 est particulièrement difficile avec une moyenne de 7,97 en 20 manches et un tiers lancées pour les Rays.
Yates est transféré aux Indians de Cleveland contre une somme d'argent le 25 novembre 2015. Le 8 janvier 2016, les Indians le transfèrent contre une somme d'argent aux Yankees de New York.